# Nihon Jidōsha Kōgyōkai
Nihon Jidōsha Kōgyōkai (japanisch 一般社団法人日本自動車工業会 Ippan Shadan Hōjin ~, deutsch ‚Reguläre rechtsfähige Körperschaft Japanischer Automobilindustrieverband‘, kurz: Jikōkai, 自工会, engl. Japan Automobile Manufacturers Association, kurz: JAMA) ist der Verband der japanischen Automobilhersteller, mit Sitz in Tokio (Shiba-Daimon, Bezirk Minato, Präfektur Tokio). Die Gründung erfolgte im April 1967.
Im Unterschied zum Beispiel zum VDA, dem auch Zulieferer beitreten können, beschränkt sich der Fokus des JAMA also ausschließlich auf Fahrzeughersteller als Mitglieder.
Der Verband dient er als Plattform zum Austausch von vorwettbewerblichen Informationen hinsichtlich Technologien und Managementpraktiken. Gegenwärtig sind 14 Unternehmen Mitglied im JAMA – nicht nur Automobilhersteller, sondern auch Lkw- und Motorradhersteller.
Der Verband richtet die Tokyo Motor Show aus.